# Zeuglopora lanceolata
Zeuglopora lanceolata är en mossdjursart som beskrevs av Maplestone 1909. Zeuglopora lanceolata ingår i släktet Zeuglopora och familjen Biporidae. Inga underarter finns listade i Catalogue of Life.